# ドラゴンボール 大魔王復活
『ドラゴンボール 大魔王復活』（ドラゴンボール だいまおうふっかつ）は、1988年8月12日に発売されたファミリーコンピュータ用ゲームソフト。漫画『ドラゴンボール』のファミコンゲーム第2作目。
アクションゲームだった前作『ドラゴンボール 神龍の謎』（1986年）から大きく内容を変えて、手持ちのカードを利用した移動と戦いで成長するコンピュータRPGの要素と、コマンド選択式のアドベンチャーゲームの要素をミックスしたものになっている。後のシリーズ作品に大きく影響を与えたシステムも多い。
復活したピッコロ大魔王を倒すために主人公孫悟空が立ち上がるという原作同様の目的だが、ストーリーは大幅にアレンジされており、原作にはいなかった敵キャラクターも多く、ほとんどがオリジナルの内容となっている。また本作品は後のシリーズと比べてアドベンチャーモードを重視しており、コマンド指定を誤るとゲームオーバーになる罠がシリーズ中最も多い。
開発はトーセが行っており、ディレクターはバンダイより発売されたドラゴンボールのゲーム化作品に多く携わった荻野目洋が担当、音楽は後にバンダイより発売された『ファミコンジャンプ 英雄列伝』（1989年）を手掛けることとなる安達春樹が担当している。
後にニンテンドー3DS用ソフト『バンダイナムコゲームスPRESENTS Jレジェンド列伝』（2013年）に本作がそのまま収録された。

## ゲーム内容

### カード
普段プレイヤーは5枚カードを持っており、このカードを使ってゲームを進めることとなる。各カードの上にはドラゴンボールをモチーフにした星、中央には戦闘時の攻撃手段、下には漢数字が書かれている。
- 星（1 - 7） - フィールド上では移動力で、この星の数だけ悟空が移動できる。バトル時は攻撃権兼攻撃力を意味する。詳しくは後述のバトルを参照。
- 攻撃手段 - 後述のバトルを参照。
- 漢数字（一 - 九） - 防御力。もし敵に攻撃されても、この数値が高ければ回避できたり傷が少なくてすむ。

### システム
- フィールド
フィールド上は、すごろく形式で手持ちのカードから1枚を選び、その星の数だけマスを進む。
- 運命の選択
一回移動するごとにイベントが起こる。ここで敵と戦ったり、修行したり、体力を回復したりする。後の作品『ドラゴンボールZII 激神フリーザ!!』にも同様のイベントがある。
- 戦い
運命の選択やアドベンチャー内で敵と会うと戦いになる。勝てば修行値（経験値）が得られる。攻撃方法はカードの内容で決まる。
- アドベンチャー
目的地に着くと、コマンド選択型のアドベンチャーモードが始まる。画面内の人と話したり物を調べたりして謎を解いて目的を達成する。敵と戦わなければならない箇所もある。

このように移動とアドベンチャー（＋戦い）を繰り返して、最終目的地であるピッコロ大魔王の「ダークキャッスル」を目指す。このゲーム進行方法は、後の『ドラゴンボール3 悟空伝』にも継承されている。

### 運命の選択
一回フィールドを移動するごとに、1枚イベントカードを引くことになる。引いたカードの内容によっていろいろなことが起こる。内容は以下の通り。
- ピッコロ大魔王
敵が現れ戦闘になる。
- 占いババ
カードを引き直す、修行、神経衰弱、手持ちカード全部強制交換のうちどれかランダム。
- 神龍
ご馳走を食べる（体力最大の25%回復）、仙豆を食べる（体力全回復）、仲間が一人増える、カードを1枚交換（選択権あり）のうちどれかランダム。
- ミスターポポ
はずれ。何も起こらない。

### 修行
修行は占いババのカードを引くと行われることがある。亀仙人が出してくるカードの星の数より大きいか同じ数のカードを出し続ければいい。何回戦になるかはランダム。全部勝ち抜けば修行値が上がる。

### 神経衰弱
仲間を選ぶ神経衰弱。カードを2枚引き、同じキャラクターを当てたら、その仲間が味方についてくれる。失敗するまで続けられる。1枚だけピッコロが混じっており、それを引くと敵と戦いになる。仲間によって頼りになるものから役に立たないものまで様々。成功確率はかなり低く、当たるかどうかはほとんど運任せに近い。『ドラゴンボール』のキャラクターだけでなく、アラレちゃん、ガッちゃん、Dr.マシリトなど、『Dr.スランプ』のキャラクターが出現することもある。

### バトル
敵と会うと戦いになる。今回は終始1対1。ルールはほとんど亀仙人の修行と一緒で、敵とカードを見せ合い、星の数が大きい方が相手を攻撃できるというシステム。引き分けは双方そのカードが無駄になる。
攻撃手段
- 拳（パンチ）
- 蹴（キック）
- 連（パンチとキックの連続攻撃）
- 棒（如意棒で攻撃。特定のイベントを終えないと出てこない）
- 必（必殺技）
- 逃（逃げる。攻撃権を得たら成功）
- ？（ランダム。使うまでわからない）

なお、特別ルールとして悟空の星1は敵の星7に勝つことができる。
必殺技の攻撃権を得たら数枚のカード引きになり、選んだカードに書いてある必殺技が発動する。攻撃権さえ取れば何度でも必殺技を発射できる。技はレベルが上がればどんどん強力なものを習得していく。ただしレベルが上がると忘れてしまうものもある。
必殺技一覧
- ジャン拳
- かめはめ波
- 超かめはめ波（かめはめ波と交換）
- 逆かめはめ波
- 八手拳
- 残像拳
- 二重残像拳（残像拳と交換）
- 三重残像拳（二重残像拳と交換）

プレイヤーが勝てば経験値（修行値）が増える。負けるとゲームオーバーになる。たまに、倒した敵がご馳走や仙豆を落とすことがある（保持はできず、入手次第即使用）。
なおカードを見せ合うときにBボタンを押せば仲間カードを使用可能。使ったカードの星と漢数字の数値が加算される（逆にマイナスになってしまうものもある）。カードのキャラクターにより、星・数字の量に大きく差がある。
なお例外として先述の「カリンさま」だけは、カード引きをすると必ず「連」のカードが出て「悟空は仙豆をもらって体力が回復した」という結果になる。このゲーム中唯一のプレイヤーの任意による体力回復方法といえた。

### アドベンチャー
目的地に着くと始まる。コマンドは「移動」「はなす」「調べる」「使う」「叩く」「かめはめ波」などその場に応じたものが出てくる。これらのコマンドを臨機応変に駆使して目的を達成していく。その目的は「人を探す」、「ボールを捜す」、「アイテムを探す」など様々。多くの場所に敵が潜んでいるため、戦う必要もある。
このモードにはコマンド選択を誤るとダメージを受けたりゲームオーバーになってしまう箇所が多くある。
なおピラフ一味やピッコロ大魔王など、敵の城に行ったときは3D迷路を歩くことになる。中には配下が数匹潜んでおり、それらを全滅させるとボスの部屋に行ける仕組みとなっている。
目的を達成したら、次の目的地に向かってまた旅立つことになる。

## 設定

### 仲間カード
カードを使用した際の技を掲載。
- 天津飯 - 「舞空術」「どどん波」
- 餃子 - 「超能力」「どどん波」
- ヤムチャ - 「新狼牙風風拳」
- ヤジロベー - 「お腹がすいていて調子がでない」「必殺の剣」
- 亀仙人 - 「エッチなビデオを見ていて手が離せない」「かめはめ波」
- ランチ - 「マシンガン乱れ撃ち」
- ブルマ - 「泣き叫ぶばかり」
- ウーロン - 「コウモリに変身して逃げ出した」
- プーアル - 「鳥に変身して逃げ出した」
- アラレちゃん - 「軽いパンチ」
- ガッちゃん - 「ビーム光線」
- ウミガメ - 「悟空の足手まといになった」「甲羅の中に身を隠した」
- 牛魔王 - 「大きなオノ」
- チチ - 「ビーム光線」
- ハッちゃん - 「恐怖に怯えている」「すごいパンチ」
- カリンさま - 「仙豆をくれた」
- ウパ - 「オノを投げつけた」
- ボラ - 「するどいヤリ」
- 孫悟飯 - 「かめはめ波」
- ブリーフ博士 - 「おかしな発明」
- ドクターマシリト - 「キャラメルマンがビームを発射した」
- 橋本名人 - 「ウラワザ」
- かわいい女の子 - 「声援がとんだ」

### 舞台
このゲームで訪れる場所は以下の通り。ほとんどが原作を基盤としているが、一部オリジナルもある。
- カメハウス
- 西の都
- 南部変身幼稚園
- ジングル村
- 新ピラフ城
- 海底洞窟
- 占いババの宮殿
- 聖地カリン
- ペンギン村
- 秘境コンペイ

本作オリジナルの場所で、カリンさまによって存在が語られる。魔族を倒すための3つの宝があるという、南の果てにある秘境。入口にある聖なる台でドラゴンボールと如意棒を使うと、神龍が現れ秘境へと案内してくれる。ここにいるコンペイ様と3回試合をし、勝利すると「聖なるハンマー」、「聖なるリング」、「聖なる道着」をもらえる。
- ピッコロの館
- ダークキャッスル

## 登場キャラクター

### 敵キャラクター
ウクレレ
ゲームオリジナルの魔族。魔族の中では一番下っ端だがレベルが1から4まであり、序盤に現在の自分のレベルより高いものに会うとかなり脅威になる。レベルにより体色が異なる。レベル2以上ではそれぞれ尻尾、剣、魔光砲など得意な特殊攻撃がある。物語中盤までエンカウントする雑魚キャラクターはウクレレのみ。後にゲーム『ドラゴンボール アドバンスアドベンチャー』にも登場した。
タンバリン
魔族。中ランクに位置する強敵。魔光砲が得意技。物語の開幕で戦うLv4のタンバリン（HP80）戦は実質の敗北戦闘に設定されている。
ピラフマシーン
ジングル村にあるマッスルタワー跡のボスで、新ピラフ城では中ボスとして登場。原作とは異なり3人で一体のマシーンに乗って襲って来る。必殺技はロケット砲。
番人ロボット
海賊が作ったロボット。最初は海底洞窟の中ボスとして登場するが、後にエンカウントでも出現する。刀、尻尾、マシンガンと多彩の攻撃をする。
バンジョー
ゲームオリジナルの魔族だが、原作によく似た大ダコのキャラクターが登場している。必殺技は回転拳と八手拳。海底洞窟で登場し、後に雑魚として出現する。
桃白白
海底洞窟でのボス。原作とは異なり、ピッコロ大魔王に魂を売り魔族のパワーを手に入れている。必殺技はどどん波。かなりの強敵。
鶴仙人
カリン塔でのボス。原作とは異なり、本作では悟空の手で倒すこととなる。必殺技はどどん波。
兎人参化
ペンギン村の学校を占領している。ピッコロ大魔王に協力し、人間を人参にして魔族の食料にしようとする敵。戦闘は行わず、倒すにはアラレちゃんの助けが必要。
シンバル
魔族。強さはタンバリンとさほど違いはない。必殺技は魔光砲とビーム攻撃。
シンセサイザー星人
オリジナルの敵。ペンギン村のボスとして登場し、後に雑魚として出現する。必殺技はオメガ拳とブラックホール波。経験値が高い。
コンペイ様
ゲームオリジナルキャラクター。秘境コンペイの守り神。必殺技は巨大真拳と如意鼻拳。ボスの中ではかなり強い部類に当たる。
オルガン
ピッコロの側近。ゲームオリジナルの魔族。ドラムに変身して戦闘を行う。
ドラム
魔族。雑魚の中では最強のパワーを誇る。
ピッコロ大魔王
最終ボス。すべてにおいて最強のステータス。必殺技は爆裂魔光砲。

### その他のキャラクター
ポンダヌキ先生
悟空がヤムチャを訪ねてやって来た南部変身幼稚園の園長。初出は週刊少年ジャンプ特別編集『DRAGONBALL冒険SPECIAL』だが、こちらでは本作と異なり名前が「コンダヌキ」になっている。
ポンギツネ先生
南部変身幼稚園の先生で、ウーロンとプーアルの担任。初出は週刊少年ジャンプ特別編集『DRAGONBALL冒険SPECIAL』。
カッパ
秘境コンペイの川の中にいるカッパ。食べ物を求めており、バナナの皮をくれた悟空にお礼として「真実のメガネ」を渡す。
かわいい女の子
ゲームオリジナルキャラクター。魔族に殺された女性。悟空がピッコロの館にある妖球を破壊したことで魂が解放され生き返る。

## 移植版
| No. | タイトル                                       | 発売日        | 対応機種        | 開発元                  | 発売元   | メディア  | 型式             | 備考 |
| --- | ---------------------------------------------- | ------------- | --------------- | ----------------------- | -------- | --------- | ---------------- | ---- |
| 1   | バンダイナムコゲームスPRESENTS Jレジェンド列伝 | 2013年11月7日 | ニンテンドー3DS | ゴッチテクノロジー リズ | バンナム | 3DSカード | CTR-P-BNGJ (JPN) |      |

## 開発
本作より採用されたカードシステムは、トランプ遊びから思い付いたといわれており、後に入社したスタッフからは伝説になっていた。後年、続編『ドラゴンボール3 悟空伝』（1989年）のプロデューサー・田中庸介が開発担当に聞いた証言によるとカードとRPGの融合に関しては、原作やアニメに近い世界観のゲームにするために思いついたと話している。また初期の『ドラゴンボール』の「バトル」とボールを探す「冒険」をきっちり見せたかったが、FCの容量の都合上、バトルをアニメーションで見せることは難しく、原作の漫画のコマのようにカット割りして見せるアニメーションを思いつき、それでも容量をとってしまったため、冒険部分のマップに容量を裂けなくなってしまい、カードを使ったスゴロクの形が生まれたとのこと。
原作者の鳥山明は妻のみかみなちと2人で2日程でクリアしており、「すぐ死ぬ（ゲームオーバーになる）ので大変だったけど、原作の設定にも忠実で、原作にないものもあってワクワクした。それでいて原作からあまりかけ離れたものがなく、特にコンペイ様の如意鼻拳が気に入った」と語っている。

## 音楽

### 主題歌
エンディングテーマ
- 「理想郷」
  - 作詞・作曲：安達春樹

## スタッフ
- 総監督：チャーリーあきのぶ
- 助監督：伝書鳩ふみひさ（はやかわふみひさ）
- ディレクター：荻野目洋
- プログラム：トレーシーかずや（しみずかずや）
- ミュージック：安達春樹、ペルー
- デザイン：あきこ、ゆうこ、かつら、やすえ
- 協力：ぷっつんなべちゃん、ピッピさだちゃん、橋本名人、アイアンがんちゃん、はらだんしんさく、かわいいおんなのこ

## 評価
ゲーム誌『ファミコン通信』の「クロスレビュー」では合計27点（満40点）、『ファミリーコンピュータMagazine』の読者投票による「ゲーム通信簿」での評価は以下の通りとなっており、22.94点（満30点）となっている。また、同雑誌1991年5月10日号特別付録の「ファミコンロムカセット オールカタログ」では「前作とはまるで違い今回はスゴロクのようなゲームになっている」、「今までのファミコンソフトにはなかったカードシミュレーションバトル」であると紹介されている。
| 項目 | キャラクタ | 音楽 | お買得度 | 操作性 | 熱中度 | オリジナリティ | 総合  |
| 得点 | 4.09       | 3.63 | 3.51     | 3.74   | 3.91   | 4.06           | 22.94 |